# Малена Замфирова
Малена Замфирова е българска сноубордистка. На 2 март 2025 година само на 15-годишна възраст се класира на втора позиция в дебютния си старт от световната купа по сноуборд в Криница, Полша. Два дни по-късно, на световното първенство за младежи до 23 г. в Закопане, Полша отново е втора в дисциплината паралелен гигантски слалом, а на следващия ден печели сребърен медал и в паралелния слалом.
На европейската купа по сноуборд в Банско на 21 януари 2024 година се класира на втора позиция.
По-големият брат на Малена – Тервел Замфиров е световен шампион в паралелния слалом от първенството в Санкт Мориц през 2025 както и трикратен световен шампион за младежи до 21 г. от шампионатите в Банско 2023 г. (парелелен гигантски слалом) и в Закопане през 2025 и в двете дисциплини.

## FIS Световна купа

### Подиуми
| Сезон   | Дата        | Локация        | Събитие | Място |
| ------- | ----------- | -------------- | ------- | ----- |
| 2024–25 | 2 март 2025 | Криница, Полша | PGS     | 2     |